# Борджа
Бо̀рджа (на италиански: Borgia) е градче и община в Южна Италия, провинция Катандзаро, регион Калабрия. Разположено е на 341 m надморска височина. Населението на общината е 7442 души (към 2012 г.).